# Beit
Un beit (también transcrito bait, en árabe: بيت‎, literalmente "una casa") es una unidad métrica de la poesía árabe, persa, urdu y sindhi. Se corresponde con el verso, aunque en ocasiones es calificado de "pareado", puesto que cada beit está dividido en dos hemistiquios igual de largos, cada uno de ellos con dos, tres o cuatro pies, o de 16 a 32 sílabas.
William Alexander Clouston concluyó que esta parte fundamental de la métrica árabe se originó con los beduinos o árabes del desierto ya que, en la nomenclatura de las diferentes partes del verso, un pie recibe el nombre de "un palo de tienda", el otro "una estaca de tienda" y los dos hemistiquios del verso reciben el nombre de hojas o pliegues de la doble puerta de la tienda o "casa".